# Oti
Oti var en gotländsk guldsmed. 
Oti utförde på ett tunt silverbleck en framställning av en tronande Kristus. Bilden omges av texten Majestas, Oti me fecit. Den enkelt stiliserade lilla bilden visar på grund av framställningssätt och motivutformning att Oti troligen var en lokal gotländsk guldsmed som efterbildat ett kontinentalt kompositions- och stilmönster. Bilden fördes från Vallstena socken till Statens historiska museum där den nu ingår i samlingarna.  